# Morbror Volfram
Morbror Volfram - Minnen från en barndom i kemins värld är en självbiografisk bok av den brittisk-amerikanske författaren och neurologen Oliver Sacks. Boken gavs ut på engelska 2001 och i svensk översättning 2003. Titeln anspelar på Sacks morbror Dave, som ägde Tungstalite, ett företag som tillverkade glödlampor med volfram som glödtråd. Morbrodern var mycket fascinerad av volfram, som han trodde var framtidens metall, och berättade gärna om det för pojken, som kallade honom för morbror Volfram. Sacks blev tidigt intresserad av kemi, framförallt metaller och skriver om sina, många väldigt farliga, kemiska experiment som han utförde i sitt laboratorium i föräldrahemmet.
Samtidigt berättar han om kemiska upptäckter och kemins historia, genom att referera till skrifter han läste som pojke. 